# Middletown (Iowa)
Middletown ist eine Kleinstadt (mit dem Status „City“) im Des Moines County im US-amerikanischen Bundesstaat Iowa. Das U.S. Census Bureau hat bei der Volkszählung 2020 eine Einwohnerzahl von 363 ermittelt.

## Geografie
Middletown liegt im Südosten Iowas, rund 15 km westlich des Mississippi, der die Grenze zu Illinois bildet.
Die geografischen Koordinaten von Middletown sind 40°49′42″ nördlicher Breite und 91°15′33″ westlicher Länge. Das Stadtgebiet erstreckt sich über eine Fläche von 1,58 km² und gehört keiner Township an.
Nachbarorte von Middletown sind Beaverdale (an der nördlichen Stadtgrenze), West Burlington (9 km östlich), Burlington (14,5 km in der gleichen Richtung), Wever (24,2 km südlich) und Danville (6,6 km nordwestlich).
Die nächstgelegenen größeren Städte sind Dubuque an der am Mississippi gelegenen Schnittstelle der Bundesstaaten Iowa, Illinois und Wisconsin (232 km nordnordöstlich), die Quad Cities in Iowa und Illinois (130 km nordöstlich), Illinois’ größte Stadt Chicago (379 km ostnordöstlich), Peoria in Illinois (160 km östlich), Illinois’ Hauptstadt Springfield (225 km südöstlich), St. Louis in Missouri (339 km südsüdöstlich), Kansas City in Missouri (439 km südwestlich), Nebraskas größte Stadt Omaha (445 km westlich), Iowas Hauptstadt Des Moines (253 km westnordwestlich), Iowa City (112 km nordnordwestlich) und Cedar Rapids (151 km in der gleichen Richtung).

## Verkehr
Die vierspurig ausgebaute Umgehungsstraße führt durch den Norden Stadtgebiets von Middletown, während der alte U.S. Highway 34 als Hauptstraße durch das Zentrum führt. Alle weiteren Straßen sind untergeordnete Landstraßen, teils unbefestigte Fahrwege sowie innerörtliche Verbindungsstraßen.
Durch Middletown verläuft eine wichtige Eisenbahnlinie für den Frachtverkehr der BNSF Railway, die von Chicago über den Mississippi nach Omaha führt. Die Strecke wird auch für den Personenverkehr von Amtrak genutzt, deren nächste Station sich 15,5 km östlich in Burlington befindet.
Der nächste Flughafen ist der 17 km ostsüdöstlich gelegene Southeast Iowa Regional Airport von Burlington.

## Iowa Army Ammunition Plant
In Middletown befindet sich mit der Iowa Army Ammunition Plant eine Munitionsfabrik der US Army. Mit mehreren tausend Arbeitsplätzen ist sie der größte Arbeitgeber des Des Moines County. Das Gelände der Fabrik nimmt eine Fläche von 7693 Hektar ein und erstreckt sich weit über das Stadtgebiet von Middletown hinaus.

## Bevölkerung
Nach der Volkszählung im Jahr 2010 lebten in Middletown 318 Menschen in 127 Haushalten. Die Bevölkerungsdichte betrug 201,3 Einwohner pro Quadratkilometer. In den 127 Haushalten lebten statistisch je 2,5 Personen.
Ethnisch betrachtet setzte sich die Bevölkerung zusammen aus 95,3 Prozent Weißen, 1,6 Prozent Afroamerikanern, 1,6 Prozent Asiaten sowie 0,9 Prozent Polynesiern; 0,6 Prozent stammten von zwei oder mehr Ethnien ab. Unabhängig von der ethnischen Zugehörigkeit waren 1,3 Prozent der Bevölkerung spanischer oder lateinamerikanischer Abstammung.
17,4 Prozent der Bevölkerung waren unter 18 Jahre alt, 69,4 Prozent waren zwischen 18 und 64 und 13,2 Prozent waren 65 Jahre oder älter. 49,1 Prozent der Bevölkerung waren weiblich.
Das mittlere jährliche Einkommen eines Haushalts lag bei 55.500 USD. Das Pro-Kopf-Einkommen betrug 21.757 USD. 10,9 Prozent der Einwohner lebten unterhalb der Armutsgrenze.